# 대전발 0시 50분
"대전발 0시 50분"은 한국에서 제작된 이종기 감독의 1963년 영화이다. 최무룡 등이 주연으로 출연하였고 이성근 등이 제작에 참여하였다.

## 출연

### 주연
- 최무룡
- 엄앵란
- 신성일

## 기타
- 조명: 최상동
- 미술: 홍성칠